# Distrito de Bumthang
El Distrito de Bumthang es uno de los veinte distritos en que se divide Bután. Cubre un área de 2.990 km² y albergaba una población de 21.700 personas en 2005. Su capital es Jakar.

## Municipios
- Chhume
- Choekor
- Tang
- Ura

Distrito de Bumthang
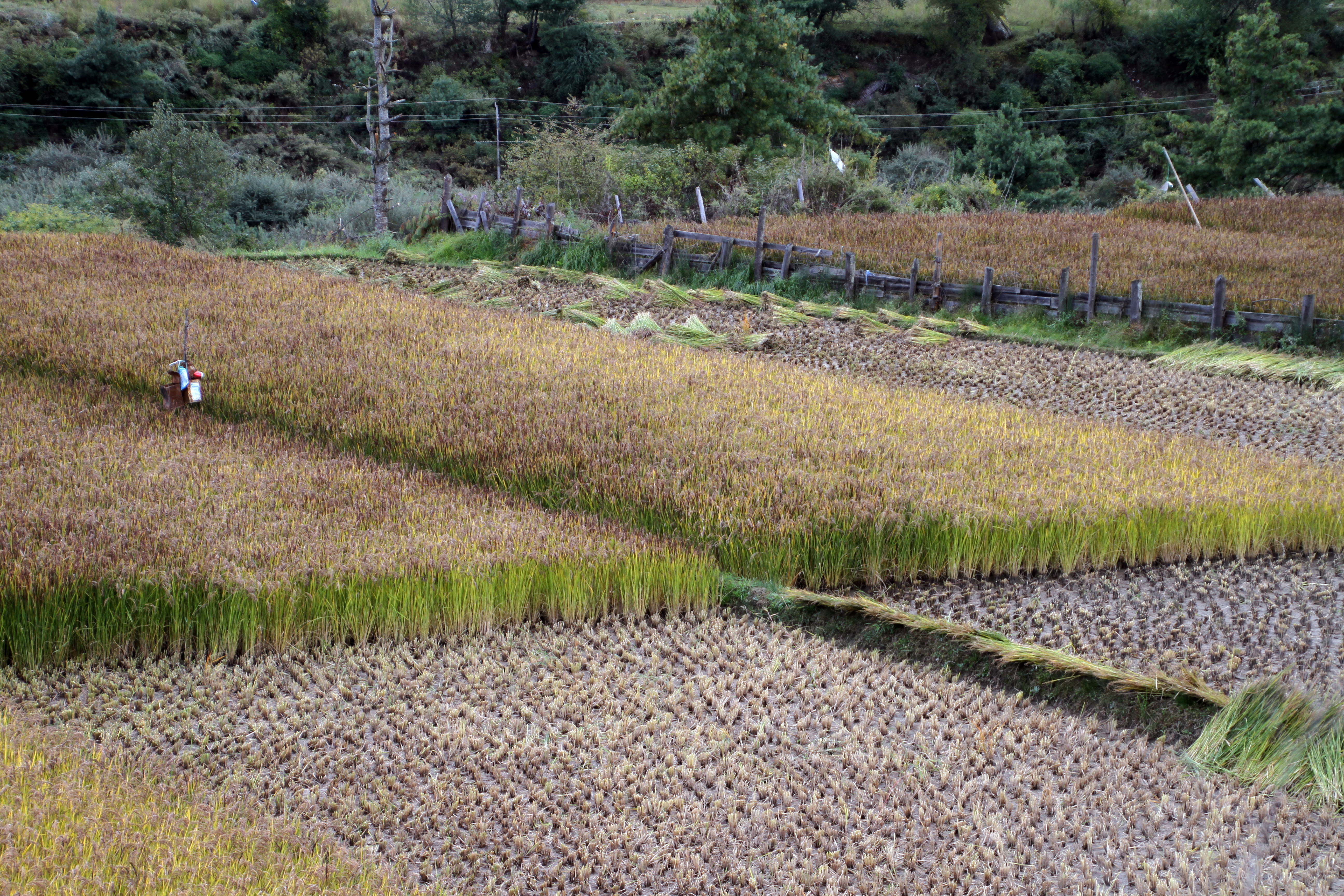
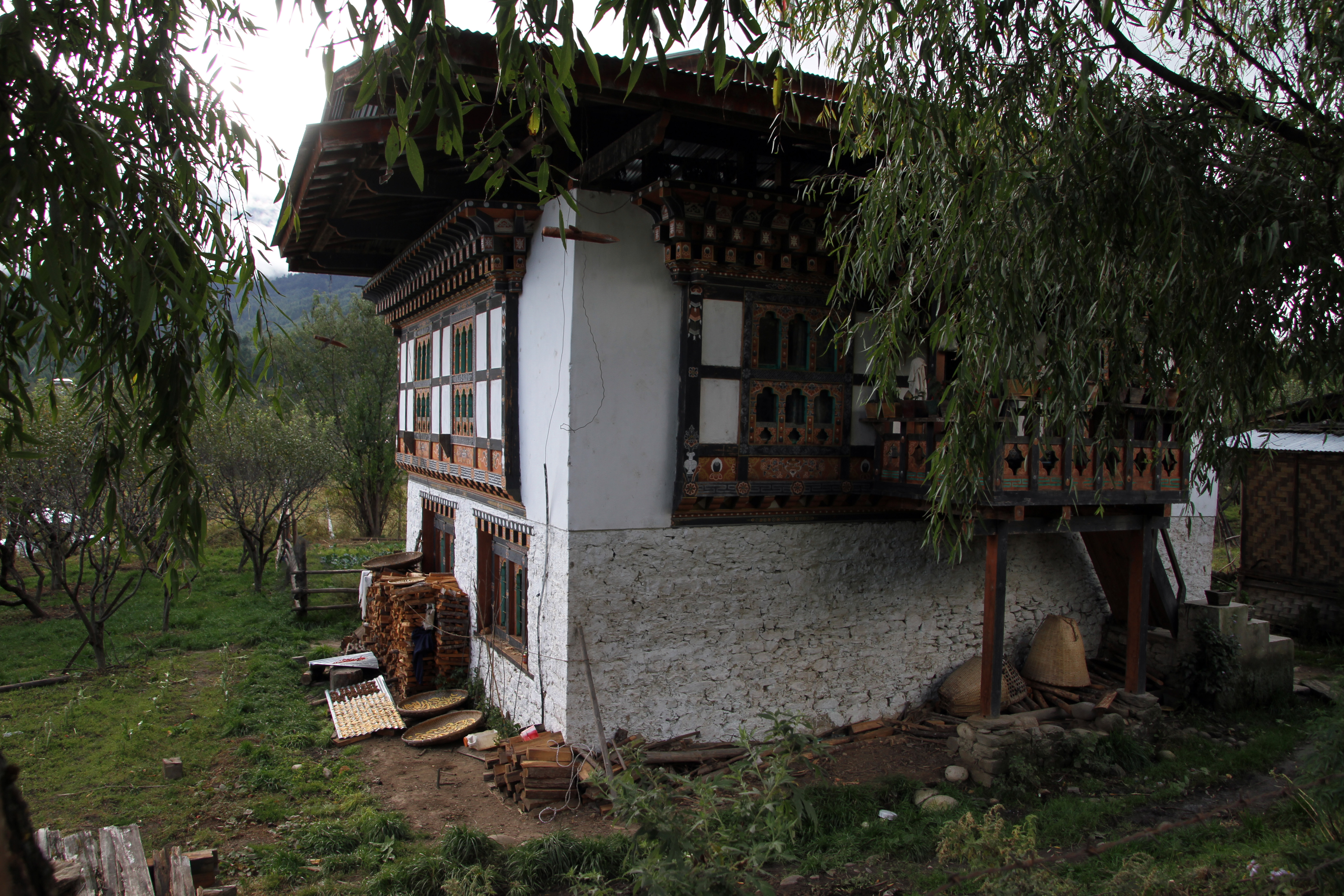
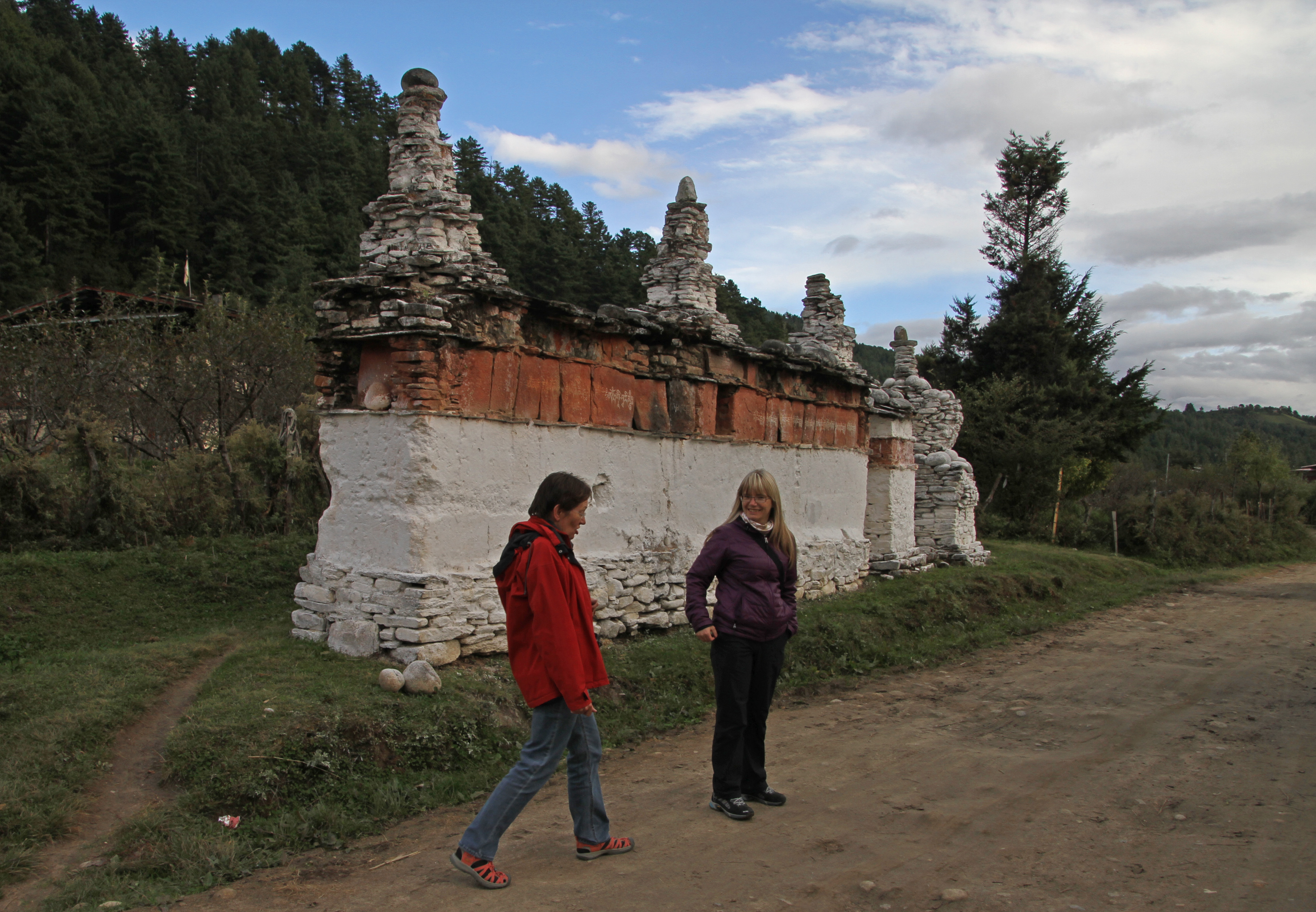
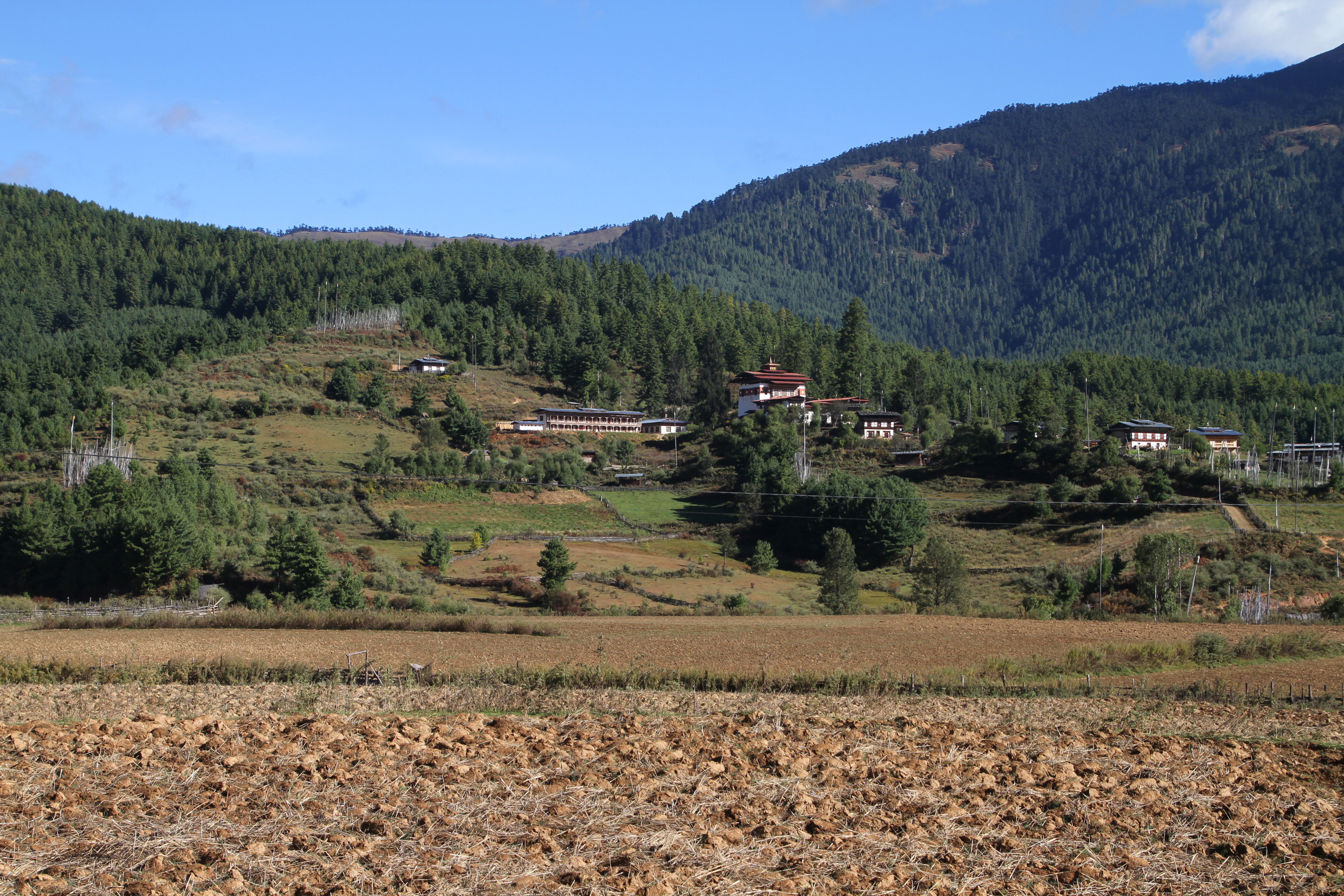
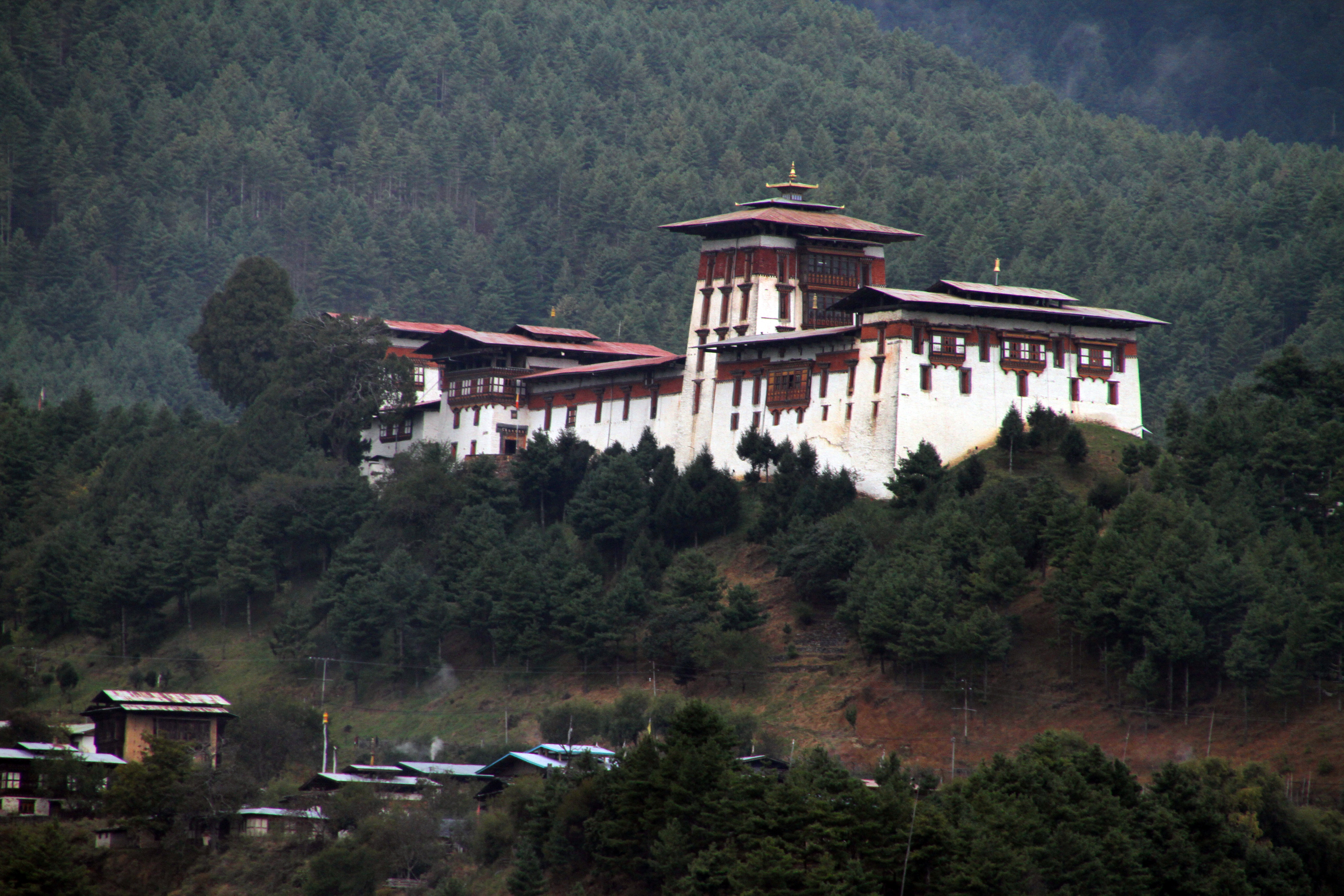
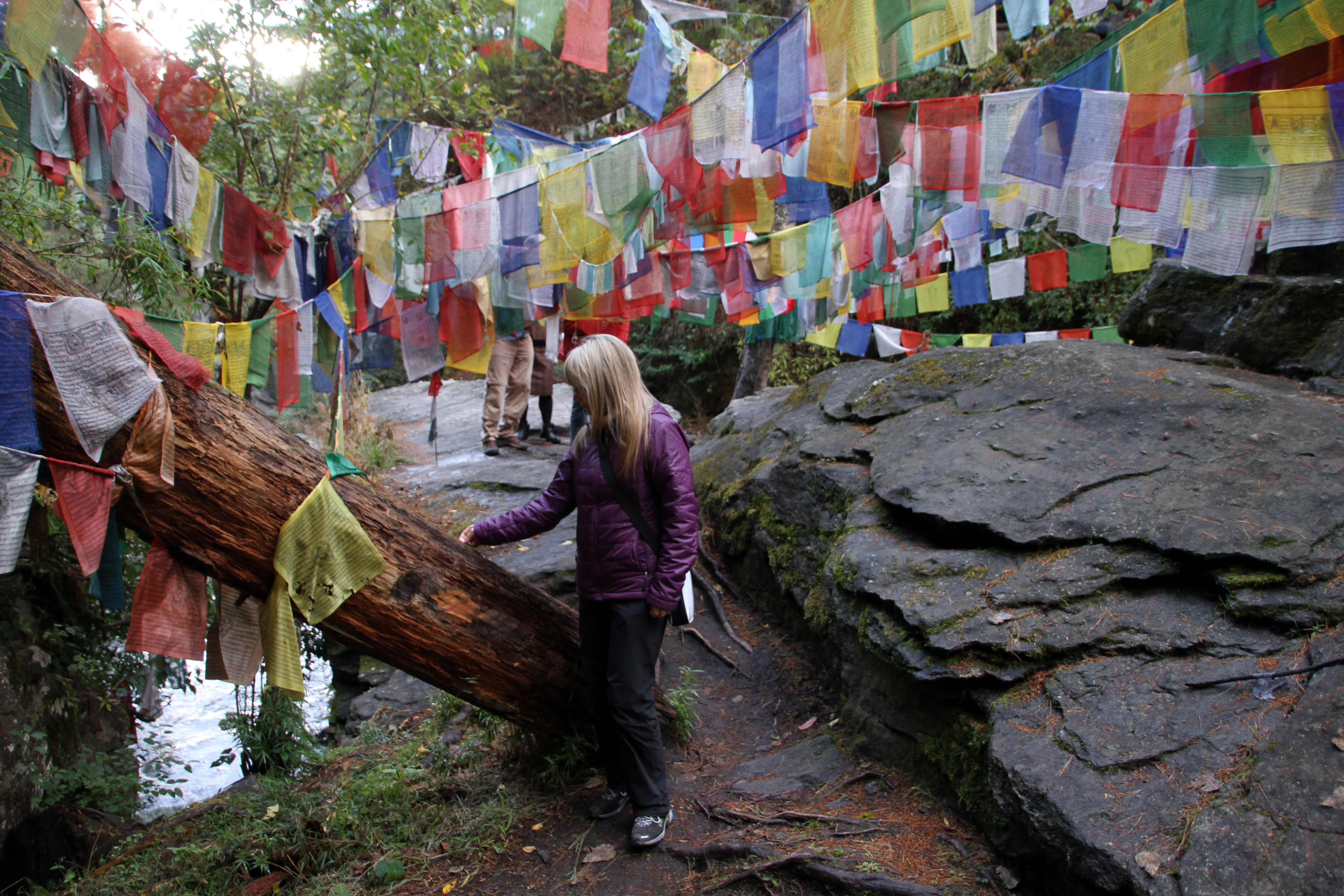
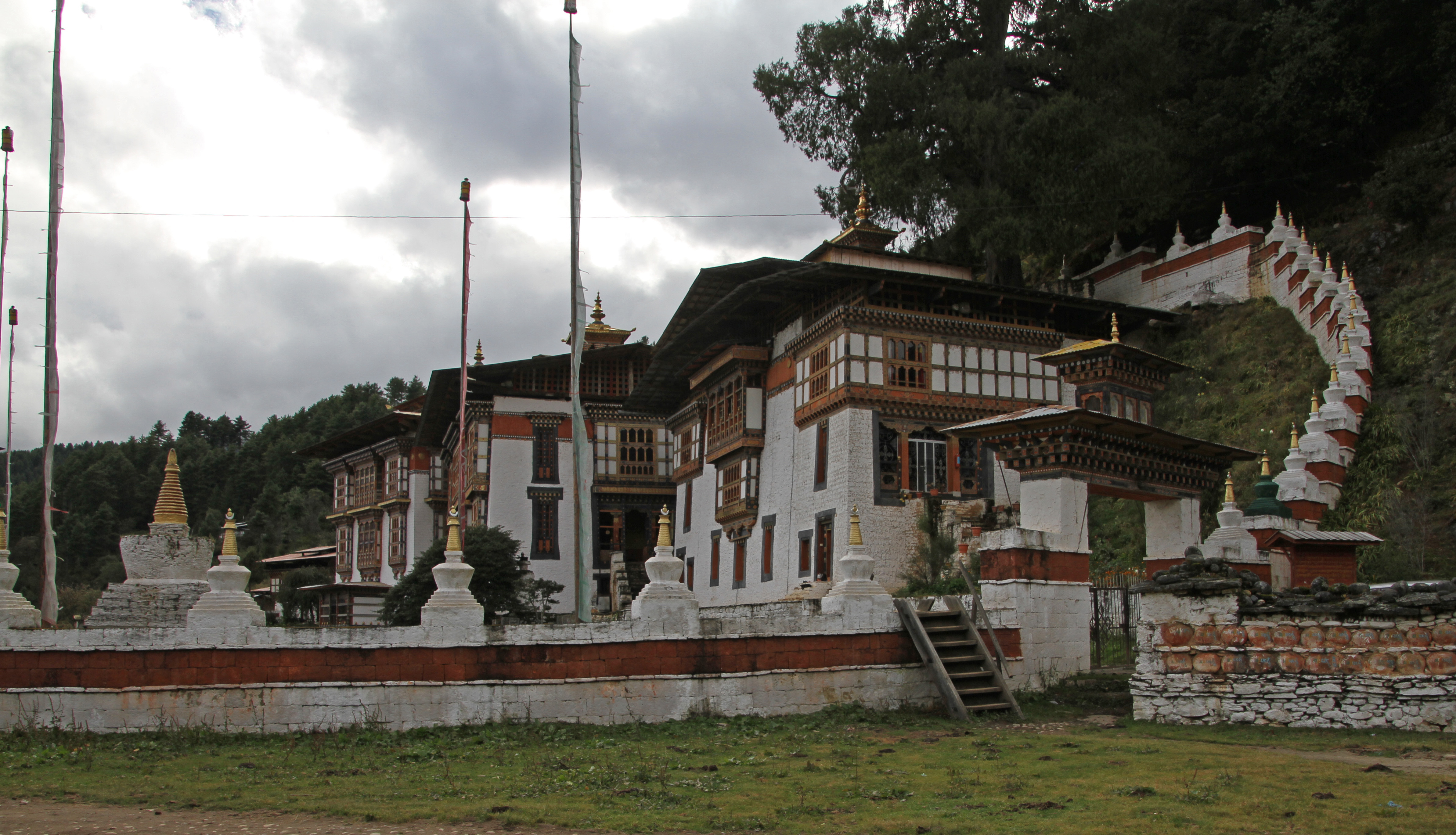